# جری مک دوناگ
جری مک دوناگ (انگلیسی: Gerry McDonagh؛ زادهٔ ۱۴ فوریهٔ ۱۹۹۸) بازیکن فوتبال اهل جمهوری ایرلند است.
از باشگاه‌هایی که در آن بازی کرده‌است می‌توان به باشگاه فوتبال ناتینگهام فارست اشاره کرد.
وی همچنین در تیم ملی فوتبال Republic of Ireland U17 بازی کرده‌است.